# Брюс Геєс (плавець)
Брюс Геєс (англ. Bruce Hayes, 8 березня 1963) — американський плавець.
Олімпійський чемпіон 1984 року.
Переможець Панамериканських ігор 1983 року.
Переможець літньої Універсіади 1983 року.